# 狐猴的分类学

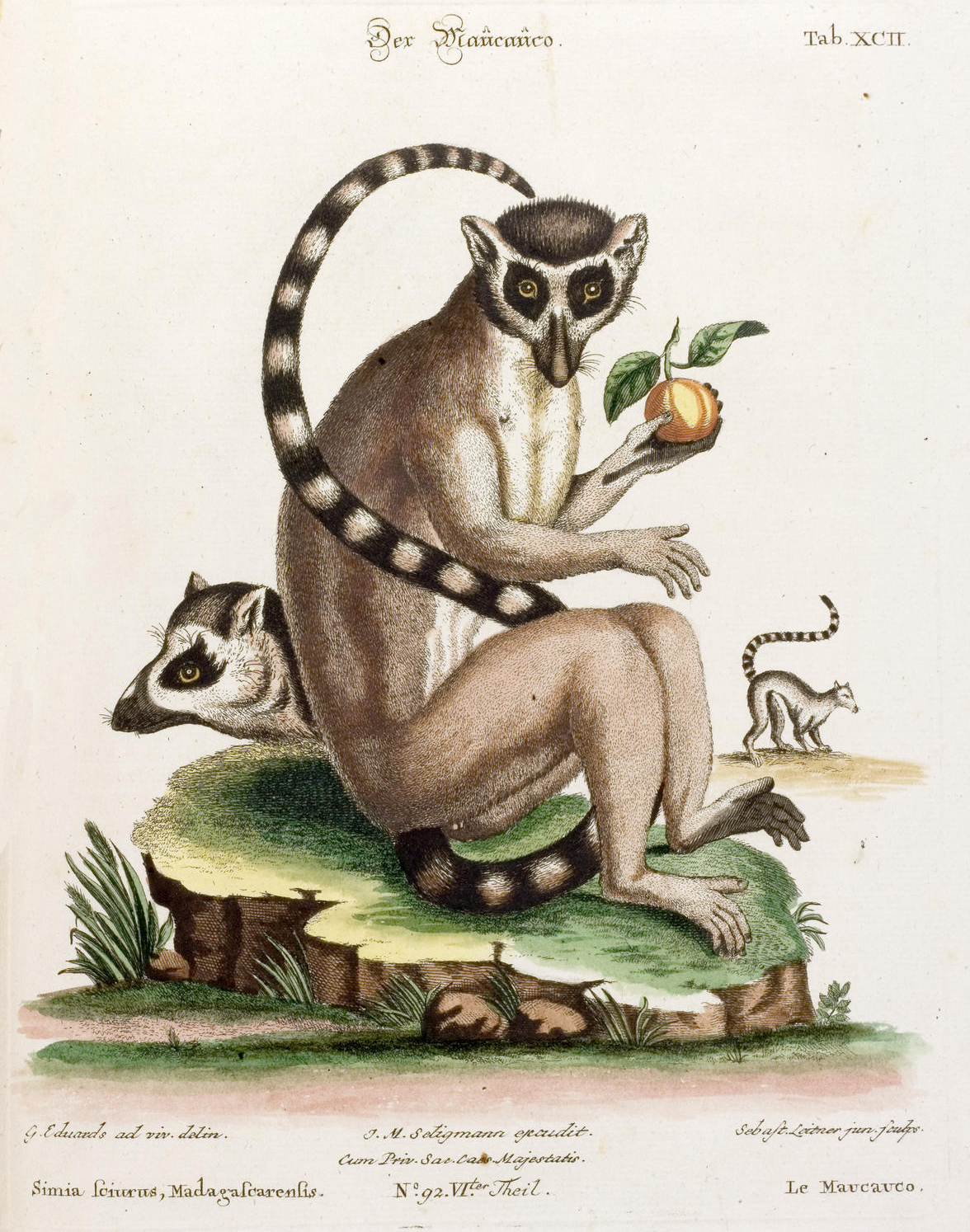
环尾狐猴是由卡尔·林奈在1758年研究狐猴分类学中的第一个狐猴之一。

狐猴的分类学历史可以追溯到1758年，当卡尔·林奈首次将它们分类时，狐猴分类学仍然存在争议，大约有70到100种物种和亚种被识别，这个主意取决于术语“物种”是如何定义的。在马达加斯加经历了各种各样进化，狐猴已经多样化，以填补通常由其他类型的哺乳动物填充的地方。他们包括世界上最小的灵长类动物，并且曾经包括一些最大的灵长类动物。自从人类大约2000年来到这里，狐猴已经限制在10％，或大约6万平方公里（23,000平方英里）面积里，并且许多狐猴物种面临灭绝。对狐猴保护的关注影响了狐猴分类学，因为不同的物种比亚种获得更多的保护注意。
 中间和其他狐猴的关系对家庭及其以上的狐猴分类学产生了最大的影响。这种关系的遗传分析也澄清了狐猴系统发育，并支持狐猴漂浮到马达加斯加的假说。尽管对系统发育普遍一致，分类学仍在辩论中。在类属水平上，分类从1931年以来相对稳定，但自那时以来已经认识到一些其他属。